# David Sánchez Camacho
David Sánchez Camacho (* 20. Oktober 1963 in Mexiko-Stadt) ist ein mexikanischer Politiker der Partido de la Revolución Democrática, der sich als schwuler Politiker aktiv für die Heirat zwischen Menschen gleichen Geschlechts in Mexiko einsetzt. Er war von 1997 bis 2000 Abgeordneter der gesetzgebenden Versammlung. Zudem war er Koordinator Maßnahmen zur HIV-AIDS-Prävention unter Männern.

## Leben
Sánchez Camacho schloss sein Studium im Bereich Internationaler Beziehungen an der Nationalen Autonomen Universität von Mexiko (UNAM), an der er auch sein Masterstudium absolvierte. In den Jahren 1982 bis 1996 arbeitete er als Bibliothekar an der Universität und von 1988 bis 1996 forschte er am Vicente-Lombardo-Toledano-Zentrum für philosophische, politische und soziale Studien. 1997 wurde er zum Abgeordneten in der gesetzgebenden Versammlung des Bundesbezirks I gewählt. 1998 organisierte er dort das erste Forum für sexuelle Vielfalt und Menschenrechte und schlug vor die Diskriminierung gleichgeschlechtlicher Paare unter Strafe zu stellen. Er brachte mehrere Gesetzesinitiativen auf den Weg, machte auf die Kinderprostitution und Pornografie in seinem Bezirk aufmerksam und forderte eine Bestrafung der Täter. Im Jahr 2000 war er maßgeblich an der Reform des Artikels 1 der Constitución Política de los Estados Unidos Mexicanos beteiligt. 2006 wurde er zum Bundesabgeordneten der LX-Legislatur im Kongress der Union Mexiko gewählt. Diesen Posten hatte er bis zum 1. September 2009 inne.

## Veröffentlichungen (Auswahl)
- Entrevista al Consejero Politico de la Embajada de Ecuador en Mexico. In: Mexico Internacional. Juni 1991.
- „La Perspectiva Historica de America Latina“ Mexico y America Latina 500 Años de Lucha. 1995.
- Memoria Foro El Adulto Mayor en el D.F. Por una Sociedad Integral en el Siglo XXI. Gobierno del Distrito Federal, 1999.
- Memorias del Primer Foro de Diversidad Sexual y Derechos Humanos (Orientación sexual y expresión genérica). Nueva Generación Editores, Mexiko 1999, ISBN 970-92097-1-X.